# Passaport a Moscou
Unter dem Titel Passaport a Moscou  fand am 4. Februar 2009 der erste und bisher einzige andorranische Vorentscheid für den Eurovision Song Contest 2009 in Moskau (Russland) statt.

## Format

### Konzept
Bis zum 1. Dezember konnten Titel bei der öffentlich-rechtlichen Rundfunkanstalt Ràdio i Televisió d’Andorra eingereicht werden, insgesamt wurden 107 Beiträge an RTVA gesendet. Die meisten Titel kamen aus dem Ausland und waren englischsprachig. Der Delegationsleiter ließ allerdings verlauten, dass der Titel in Moskau in Katalanischer Sprache gesungen wird und alle englischsprachigen Titel, sofern sie ins Finale gewählt werden, ins Katalanische übersetzt werden.
Für den Vorentscheid wurden drei Titel ausgewählt: Get a life von Susanne Georgi, Estrelles d’or von Marc Duranteau und Marc Canturri und Exhaust von Lluís Cartis. Der Titel Get a life wird als La teva desició vorgestellt. Als sich herausstellte, dass der Titel Estrelles d’or bereits im Jahr 2008 an der spanischen Vorentscheidung teilnahm, wurde er durch Passió obsessiva von Mar Capdevila ersetzt.
Zunächst war das Finale für den 30. Januar angekündigt. Doch dann änderte RTVA das Konzept leicht: Es fanden drei Vorstellungsshows statt, zunächst für Susanna Georgi (14. Januar), dann für Mar Capdevila (21. Januar) und schließlich für Lluís Cartes am 28. Januar. Während der Sendungen hatten die Zuschauer bereits die Möglichkeit, für die jeweiligen Titel anzurufen. Die Televoting-Ergebnisse wurden beim Finale mit denen der Jury zusammengezählt.

### Beitragswahl
Ursprünglich hätten Komponisten vom 24. Oktober bis 31. Dezember 2008 die Gelegenheit gehabt, einen Beitrag bei RTVA einzureichen. Am 8. November 2008 verkündete der Sender, dass die Einreichungsfrist bereits am 1. Dezember 2008 enden würde. Interessierte Interpreten konnten bis zu drei Beiträge einreichen, davon musste mindestens einer in Katalanischer Sprache gesungen werden. Komponisten durften jeweils einen Beitrag einreichen. Insgesamt wurden 107 Beiträge eingereicht. Davon waren 64 Einzelbewerbungen von Komponisten ohne passenden Interpreten, 15 Bewerbungen von Interpreten ohne Lied und 28 Bewerbungen von Kandidaten mit einem passenden Lied.

## Teilnehmer
| 1. | 1 | Susanne Georgi                | La teva desició M: Susanne Georgi, Rune Braager, Lene Dissing, Pernilla Georgi, Marcus Winther-John; T: Josep Roca Vila | Katalanisch | Deine Entscheidung     | 66 %             | 47 %             | 56,5 %           |                  |                  |
| 3. | 2 | Mar Capdevila                 | Passió obsessiva M/T: Josep Roca, José Juan Santana, Gonzalo Vandelvira                                                 | Katalanisch | Obsessive Leidenschaft | 13 %             | 23 %             | 018 %            |                  |                  |
| 2. | 3 | Lluís Cartes                  | Exhaust M/T: Lluís Cartes                                                                                               | Katalanisch | Erschöpft              | 21 %             | 30 %             | 25,5 %           |                  |                  |
| –  | – | Marc Durantea & Marc Canturri | Estrelles d’or | Katalanisch | Goldene Sterne         | Disqualifikation | Disqualifikation | Disqualifikation | Disqualifikation | Disqualifikation |